# Exotic Birds and Fruit
Exotic Birds and Fruit ist das siebte Studioalbum der britischen Progressive-Rock-Band Procol Harum. Es wurde im April 1974 veröffentlicht. Als Gastmusiker ist der englische Pedal-Steel-Gitarrist B. J. Cole zu hören. Das Albumcover zeigt das Gemälde Fruit and Birds des ungarischen Malers Jakob Bogdani (1658–1724).

## Hintergrund
In Zusammenarbeit mit Produzent Chris Thomas nahm Procol Harum das Album in den Air London Studios von George Martin in London auf. Laut dem Singer/Songwriter/Pianisten und Bandleader Gary Brooker wurde das Album als Reaktion auf die beiden vorhergehenden Alben aufgenommen, die eine umfangreiche Orchestrierung verwendeten. Brooker erklärte: „Wir haben das Live-Album mit einem Orchester gemacht. Wir hatten das Orchester dann ins Studio für Grand Hotel gebracht ... wir hatten genug von Orchestern.“
Das Album enthält den Song Butterfly Boys, der über die Gründer des damaligen Bandplattenlabels Chrysalis geschrieben wurde. Die Band war mit den Bedingungen ihres Vertrages unzufrieden und drückte diese Frustration in Liedern aus. Vor der Veröffentlichung des Albums erschien als erste Single das Eröffnungslied des Albums Nothing But the Truth mit der B-Seite Drunk Again.

## Rezeption
Das Album erhielt gute Kritiken, stieg jedoch nur bis auf Platz 86 der Billboard Album Charts. In Dänemark war die beste Platzierung nach der Veröffentlichung Rang neun. Das Album stieg zudem fast ein Jahr später, Anfang 1975, wieder mit Platz 19 in die Top 20 ein.

## Neuveröffentlichung bei Salvo 2009
2009 veröffentlichte Salvo die gesamte Diskografie von Procol Harum in einer von Nick Robbins remasterten Fassung neu auf CD. Die Neuausgabe von Exotic Birds and Fruit enthielt zwei Bonustracks, die von Gary Brooker und Keith Reid persönlich ausgewählt worden waren. Drunk Again, die B-Seite der Single Nothing But the Truth, und eine alternative Abmischung des Liedes As Strong as Samson.

## Titelliste
Musik: Gary Brooker, Texte: Keith Reid

### Seite 1
1. Nothing But the Truth – 3:13
2. Beyond the Pale – 3:03
3. As Strong as Samson – 5:05
4. The Idol – 6:38

### Seite 2
1. The Thin End of the Wedge – 3:44
2. Monsieur R. Monde – 3:40
3. Fresh Fruit – 3:05
4. Butterfly Boys – 4:25
5. New Lamps For Old – 4:07